# Misszhouia
Misszhouia longicaudata ist eine trilobitenähnliche Arthropodenart aus dem Kambrium. Sie wurde 1984 in der Chengjiang-Faunengemeinschaft des Maotianshan-Schiefers  als sehr gut erhaltene Versteinerung entdeckt. Dieser Fund war es, der den Maotianshan-Schiefer erst ins Blickfeld der Wissenschaft rücken ließ.

## Beschreibung
Fossilien der Art erreichen eine Körperlänge von knapp 8 bis etwa 65 Millimeter, im Durchschnitt etwa 33 Millimeter. Wie bei allen Naraoiidae bestand der Körper, von dorsal (oben) gesehen aus nur zwei, gelenkig miteinander verbundenen Tergiten. Bei der Art ist der anteriore (vordere) Tergit oder Kopfschild etwa halbkreisförmig begrenzt, der posteriore (hintere) oder Schwanzschild ist langgestreckt und merklich länger und schmaler als dieser. Der Kopfschild ist zum Gelenk hin abgerundet ohne Wangendornen. Die beiden Schilde waren am lebenden Tier einheitlich gewölbt, der zentrale Teil nicht gegenüber den seitlichen Bereichen abgesetzt. Die vorderen Blindsäcke (Divertikel oder Caeca) des Darms, die an vielen Fossilien im Kopfschild als reliefierte oder farblich abgesetzte Bereiche erkennbar sind, sind weniger stark verzweigt als bei der Gattung Naraoia. Besonders reliefierte Abschnitte der Caeaca können als Drüsen interpretiert werden.
Bei Sicht von unten (Ventralseite) zeigt das Tier eine völlig andere Gliederung. In der Mittelachse des Körpers saß eine Reihe Sternite, die viel schmäler waren als die Tergite, jedes Sternit trug seitlich ein Gliedmaßenpaar. Unter dem Kopfschild ist vorn ein lappenförmiges Hypostom erkennbar, hinter dem die Mundöffnung lag. Seitlich des Hypostoms eingelenkt saßen zwei lange und schmale Antennen, die nach vorn über den Kopfschild vorragten. Außerdem trug der Kopfschild vier Extremitätenpaare, die als Spaltbeine ausgeprägt waren und den Beinen  des hinteren Körperabschnitts völlig entsprachen, also nicht als besonders gestaltete Mundwerkzeuge ausgeprägt waren, obwohl das vorderste Beinpaar seitlich der Mundöffnung saß. An der Basis der Beine saß innen ein mit Dornen besetzter Anhang (Endit), diese Endite begrenzten eine zentrale Rinne (Nahrungsrinne). Unter dem Schwanzschild saßen meist zwischen 19 und 22 Beinpaare, bei kleinen Exemplaren (vermutlich Jungtieren) auch weniger.

## Phylogenie und Systematik
M. longicaudata war ursprünglich als ein Mitglied der Gattung Naraoia angesehen worden und wurde daher in der Erstbeschreibung Naraoia longicaudata benannt. Die beiden Gattungen sind sehr eng miteinander verwandt und gehören zur Familie Naraoiidae innerhalb der Ordnung Nectaspida. Die Abspaltung der Art in eine eigene, monotypische Gattung ist umstritten und wird nicht in allen phylogenetischen Analysen unterstützt.